# Liste der Kulturdenkmale in Ilkendorf
In der Liste der Kulturdenkmale in Ilkendorf sind die Kulturdenkmale des Nossener Ortsteils Ilkendorf verzeichnet, die bis April 2021 vom Landesamt für Denkmalpflege Sachsen erfasst wurden (ohne archäologische Kulturdenkmale). Die Anmerkungen sind zu beachten.
Diese Aufzählung ist eine Teilmenge der Liste der Kulturdenkmale in Nossen.

## Kulturdenkmale
| Bild                                    | Bezeichnung                                                                             | Lage                             | Datierung                                                                                        | Beschreibung | ID       |
| --------------------------------------- | --------------------------------------------------------------------------------------- | -------------------------------- | ------------------------------------------------------------------------------------------------ | --- | -------- |
| Direkt Bild zu diesem Denkmal hochladen | Grabstätte der Familie Hänsel mit umgebender Freiraumgestaltung                         | (Flurstück 274/1) (Karte)        | Bezeichnet mit 1922                                                                              | Anlage aus hoher Stele mit Kreuz, Plastik eines Säemanns, Gruft mit Abdeckplatte, Plateau und Treppe, ortsgeschichtlich und künstlerische bedeutend. In dieser Form und an einem solchen Standort selten, wenn nicht singulär. | 09269850 |
| Direkt Bild zu diesem Denkmal hochladen | Wohnstallhaus, Seitengebäude (Torhaus) und Scheune eines Bauernhofes                    | Ilkendorf 31 (Karte)             | Um 1800                                                                                          | Beeindruckendes Fachwerkensemble des frühen 19. Jahrhunderts, markantes Zeugnis ländlicher Architektur und Volksbauweise, trotz Verlust eines Gebäudes am ursprünglichsten erhaltenes Anwesen von Ilkendorf, baugeschichtlich und ortsgeschichtlich bedeutend. Ein Gebäude mit Krüppelwalmdach, Taubenschlag (?). | 09267841 |
| Direkt Bild zu diesem Denkmal hochladen | Seitengebäude (Torhaus) eines Vierseithofes                                             | Ilkendorf 33 (Karte)             | Bezeichnet mit 1787                                                                              | Obergeschoss Fachwerk, charakteristischer ländlicher Bau seiner Zeit, baugeschichtlich bedeutend, historische Fenster | 09267842 |
|                                         | Kriegerdenkmal für die Gefallenen des Ersten Weltkriegs                                 | Ilkendorf 37 (gegenüber) (Karte) | Nach 1918                                                                                        | Ortsgeschichtlich von Bedeutung | 09267844 |
| Direkt Bild zu diesem Denkmal hochladen | Wohnstallhaus, Seitengebäude und Torbogen eines Bauernhofes                             | Ilkendorf 40 (Karte)             | Ende 18. Jahrhundert (Seitengebäude); um 1800 (Wohnstallhaus); bezeichnet mit 1807 (Toreinfahrt) | Seitengebäude Obergeschoss Fachwerk, weitgehend ursprünglich erhaltenes Ensemble eines Bauernhofes, baugeschichtlich bedeutend. Der mit 1807 bezeichnete Torbogen gehört zu den markantesten Baulichkeiten von Ilkendorf und ist wohl auch eine der ältesten Anlagen des Ortes. Demzufolge ist er ortsgeschichtlich bedeutend. Hinzu kommt der baugeschichtliche Wert als Zeugnis ländlicher Architektur und Volksbauweise Anfang des 19. Jahrhunderts. Darüber hinaus besitzen derartige, lange Zeit die Dorfansichten prägende Bögen Seltenheitswert da viele in den letzten Jahrzehnten verloren gegangen sind und heute bis auf wenige Ausnahmen zumeist nur noch vereinzelt auftreten. Das leicht veränderte Wohnstallhaus ist mit Torbogen und Fachwerk-Seitengebäude Teil eines der am ursprünglichsten erhaltenen Höfe des Ortes. Es ist davon auszugehen, dass es sich im Inneren weitgehend original erhalten hat. Mit den genannten Objekten ist es deshalb bau- und ortsgeschichtlich bedeutend. Die historischen Fenster sind erhalten. | 09267843 |
| Direkt Bild zu diesem Denkmal hochladen | Ufermühle: Ehemaliges Wohnmühlengebäude, Seitengebäude und Scheune eines Mühlenanwesens | Ilkendorf 49 (Karte)             | Um 1850                                                                                          | Geschlossen und authentisch erhaltenes Ensemble seiner Zeit, Hauptbau mit schlichter historistischer Gestaltung, Reste der Radkammer am rückwärtigen Giebel des Wohnmühlenhauses, baugeschichtlich und ortsgeschichtlich bedeutend | 09269680 |
|                                         | Gasthof „Talschlößchen“ Ilkendorf                                                       | Ilkendorf 50 (Karte)             | Bezeichnet mit 1910                                                                              | Markantes Beispiel der Architektur kurz nach 1900 und historisches Lokal des Ortes, baugeschichtlich und ortsgeschichtlich bedeutend. Mansardwalmdach, teilweise Holzverkleidungen am Giebel, Arkadenbögen im Eingangsbereich, in der Wetterfahne mit „HM 1910“ bezeichnet. | 09267845 |
| Direkt Bild zu diesem Denkmal hochladen | Schule mit Hintergebäude                                                                | Ilkendorf 54 (Karte)             | Ende 19. Jahrhundert                                                                             | Vergleichsweise aufwendig gestaltete Landschule mit historisierender Fassade, insbesondere die rechte Eingangsachse gestalterisch betont, baugeschichtlich und ortsgeschichtlich bedeutend. Das Hintergebäude diente früher offenbar als Toilettenhäuschen. | 09267886 |

## Ehemaliges Denkmal
| Bild                                    | Bezeichnung                               | Lage                 | Datierung | Beschreibung | ID       |
| --------------------------------------- | ----------------------------------------- | -------------------- | --------- | --- | -------- |
| Direkt Bild zu diesem Denkmal hochladen | Seitengebäude (Torhaus) eines Bauernhofes | Ilkendorf 52 (Karte) | Um 1800   | Obergeschoss Fachwerk, markantes Zeugnis ländlicher Architektur und Volksbauweise seiner Zeit, baugeschichtlich bedeutend, zudem mit dem einstigen Wohnstallhaus weithin sichtbar in Ortsrandlage. Zwischen 2018 und 2020 abgerissen. | 09267846 |

## Tabellenlegende
- Bild: Bild des Kulturdenkmals, ggf. zusätzlich mit einem Link zu weiteren Fotos des Kulturdenkmals im Medienarchiv Wikimedia Commons. Wenn man auf das Kamerasymbol klickt, können Fotos zu Kulturdenkmalen aus dieser Liste hochgeladen werden:
- Bezeichnung: Denkmalgeschützte Objekte und ggf. Bauwerksname des Kulturdenkmals
- Lage: Straßenname und Hausnummer oder Flurstücknummer des Kulturdenkmals. Die Grundsortierung der Liste erfolgt nach dieser Adresse. Der Link (Karte) führt zu verschiedenen Kartendiensten mit der Position des Kulturdenkmals. Fehlt dieser Link, wurden die Koordinaten noch nicht eingetragen. Sind diese bekannt, können sie über ein Tool mit einer Kartenansicht einfach nachgetragen werden. In dieser Kartenansicht sind Kulturdenkmale ohne Koordinaten mit einem roten bzw. orangen Marker dargestellt und können durch Verschieben auf die richtige Position in der Karte mit Koordinaten versehen werden. Kulturdenkmale ohne Bild sind an einem blauen bzw. roten Marker erkennbar.
- Datierung: Baubeginn, Fertigstellung, Datum der Erstnennung oder grobe zeitliche Einordnung entsprechend des Eintrags in der sächsischen Denkmaldatenbank
- Beschreibung: Kurzcharakteristik des Kulturdenkmals entsprechend des Eintrags in der sächsischen Denkmaldatenbank, ggf. ergänzt durch die dort nur selten veröffentlichten Erfassungstexte oder zusätzliche Informationen
- ID: Vom Landesamt für Denkmalpflege Sachsen vergebene, das Kulturdenkmal eindeutig identifizierende Objekt-Nummer. Der Link führt zum PDF-Denkmaldokument des Landesamtes für Denkmalpflege Sachsen. Bei ehemaligen Kulturdenkmalen können die Objektnummern unbekannt sein und deshalb fehlen bzw. die Links von aus der Datenbank entfernten Objektnummern ins Leere führen. Ein ggf. vorhandenes Icon  führt zu den Angaben des Kulturdenkmals bei Wikidata.